# 寫真偶像
寫真偶像（日語：／英語：），中文圈常見翻譯有凹版偶像、平面写真偶像、写真女优、泳装偶像等），是指成名於凹版雜誌，並活動於寫真週刊、寫真集、DVD等攝影出版作品的模特，為日本偶像的分支類型之一。因為主要以寫真攝影活動為主，所以華人地區通稱「寫真偶像」。

## 名稱由來
日文是和製英語，由於長期照片、繪畫使用「照片凹版印刷」（グラビア印刷，Rotogravure），故對相關活動為主的雜誌、模特兒冠上（gravure）稱呼，因此在使用「寫真」一詞之前，相關愛好者領域亦直譯為「凹版偶像」。因其主要以拍攝寫真相片為主，所以華人地區意譯作寫真偶像。而在「寫真」一詞從日本逆輸入前，中文主流稱謂：
- 寫真集：攝影集
- 寫真偶像（女郎）：海報女郎、封面女郎、泳裝模特兒

寫真偶像屬於日本的偶像文化分支，與傳統偶像的區別在於載體不同，傳統偶像大都成名或活躍於電視這樣的主流平台，凹版偶像則成名於凹版雜誌而得名。

## 工作內容
寫真偶像通常穿著時裝、制服、內衣、泳裝及角色扮演，性格備有可愛和性感的特质，內容以青少年為對象的海報、廣告宣傳和雜誌的拍攝為主。日本藝能界的女星在正式出道以前，大部分曾經歷凹版偶像的工作。
寫真偶像會拍攝暴露的作品，但不會拍攝裸體或成人向的作品（屬於裸體模特兒或成人模特兒之範疇）。寫真偶像與平面模特兒的定義最為接近，但因為後者具有的藝術價值，所以在日本平面模特專指那些國外的模特兒。
部分AV女優在出道前會利用自己是寫真偶像出身類似的話題來博取關注度，但實際上真正符合寫真偶像定義或拍攝過凹版雜誌的並不多。

## 一览
主要以裸体写真（露点）活动的人物被归类为情色写真模特，在本一览中在人名后以「●●」标记标注；而有过写真偶像活动经验的AV女优（本格艺能人AV出道的人物不在其中，在下列一览会有特别标记，使用艺名为AV出道之前的艺名）被分类为AV女优一类，在本一览中不会添加。
AKB48系在48团体系列里查找，本一览中不会添加。
A
- 安枝瞳
- 阿木燿子

B
- 濱田翔子
- 滨田范子●●
- 白鳥百合子
- 白鳥智惠子●●
- 坂井泉水●● - 当时是蒲池幸子名义。

C
- 長澤茉里奈
- 长谷优里奈（旧艺名：落合佑里香）

D
- 大久保麻梨子
- 东琴乃 - 琴乃名义AV出道。

E
F
- 福井裕佳梨
- 逢田梨香子
- 饭田里穗

G
- 高桥智秋
- 谷桃子
- 高崎圣子 - 高桥圣子名义AV出道。

H
- 荒井美惠子 - 有过AV经历。
- 后藤麻衣 - 与声优的后藤麻衣是同名同姓的两个不同的人。

I
J
- 吉野公佳●●
- 角松かのり●●
- 嘉那蕾音●●
- 酒井若菜
- 吉木梨纱
- 矶山沙也加
- 脊山麻理子

K
- 紺野栞

L
M
- 麻生裕美●●
- 木村好珠

N
- 南明奈
- 内田真礼

O
P
- 平田裕香
- 片山萌美
- 片濑那奈

Q
- 秋乃樱子●●
- 七海まい - 后改名原纱央莉之后继续作为写真偶像活动，其后不久AV出道。
- 清水富美加
- 秋山奈奈
- 秋山莉奈
- 齐藤朱夏

R
- 羅薩里歐惠奈

S
- 山口百惠
- 杉本彩●●
- 杉原杏璃
- 深田恭子
- 上原多香子
- 手岛优
- 森下悠里
- 神乐坂惠●●
- 松本早由
- 松坂南
- 矢吹春奈
- 上原美优
- 神谷惠里奈
- 上野美津惠

T
- 倉持由香
- 坛蜜●●
- 天乃舞衣子●●
- 天木纯

U
V
W
- 丸高爱实

X
- 夏川結衣
- 新田惠利
- 香里奈
- 小仓优子
- 小仓遥
- 小池里奈
- 小宮有紗
- 小田有紗 - 佳山三花名义AV出道。
- 小向美奈子 - AV女优活动中。
- 小林惠美
- 小松千春 - 偶尔发行AV作品。
- 篠崎愛

Y
- 雨宮留菜
- 樱井美代子●●
- 药师丸博子
- 原干惠
- 岩佐真悠子
- 桥本爱实

Z
- 中森明菜
- 中川翔子
- 中村静香
- 中山惠